# NGC 2441
NGC 2441 é uma galáxia espiral barrada (SBb) localizada na direcção da constelação de Camelopardalis. Possui uma declinação de +73° 00' 55" e uma ascensão recta de 7 horas, 51 minutos e 54,5 segundos.
A galáxia NGC 2441 foi descoberta em 8 de Agosto de 1882 por Ernst Wilhelm Leberecht Tempel.